# DualShock

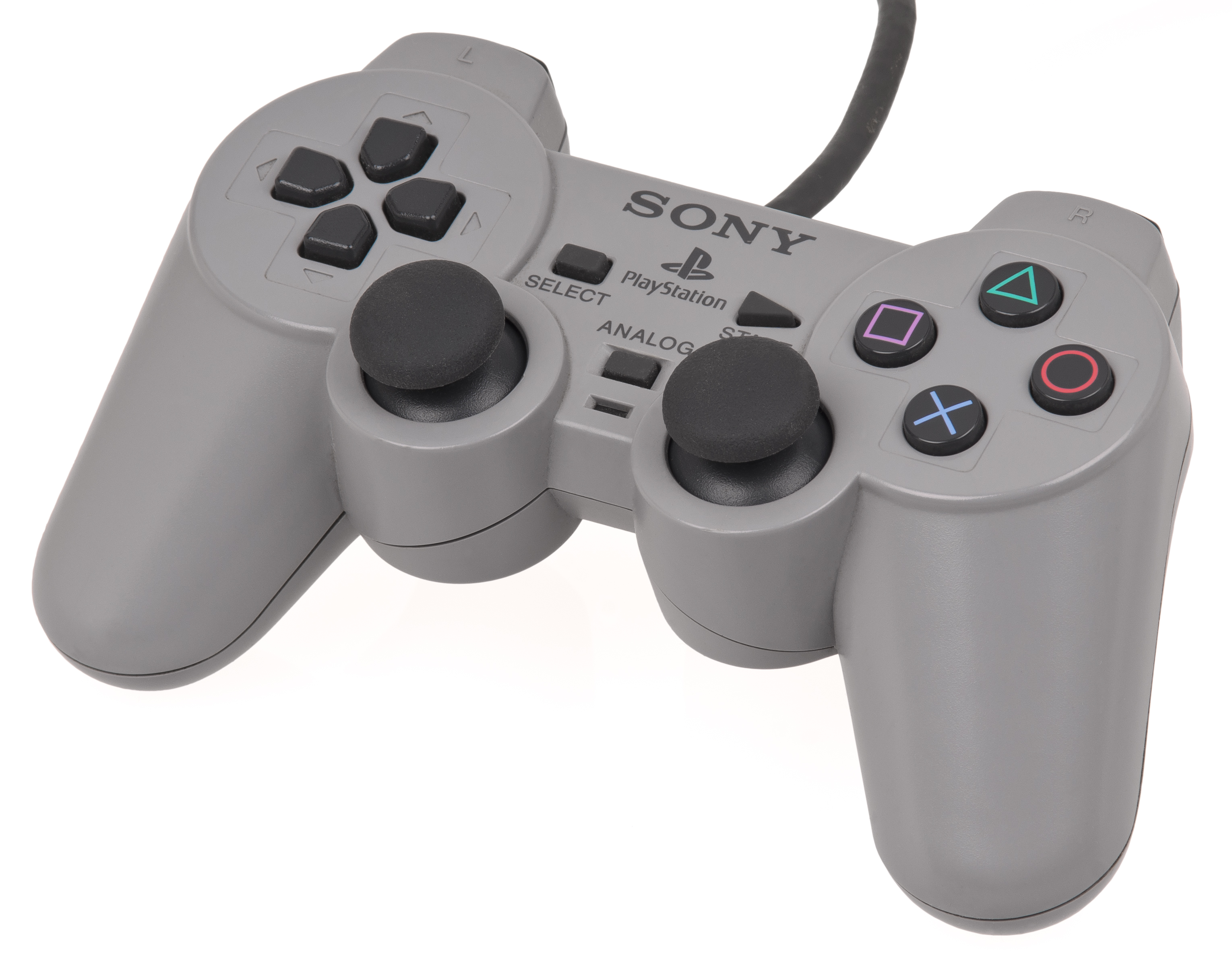
De originele DualShock-gamepad

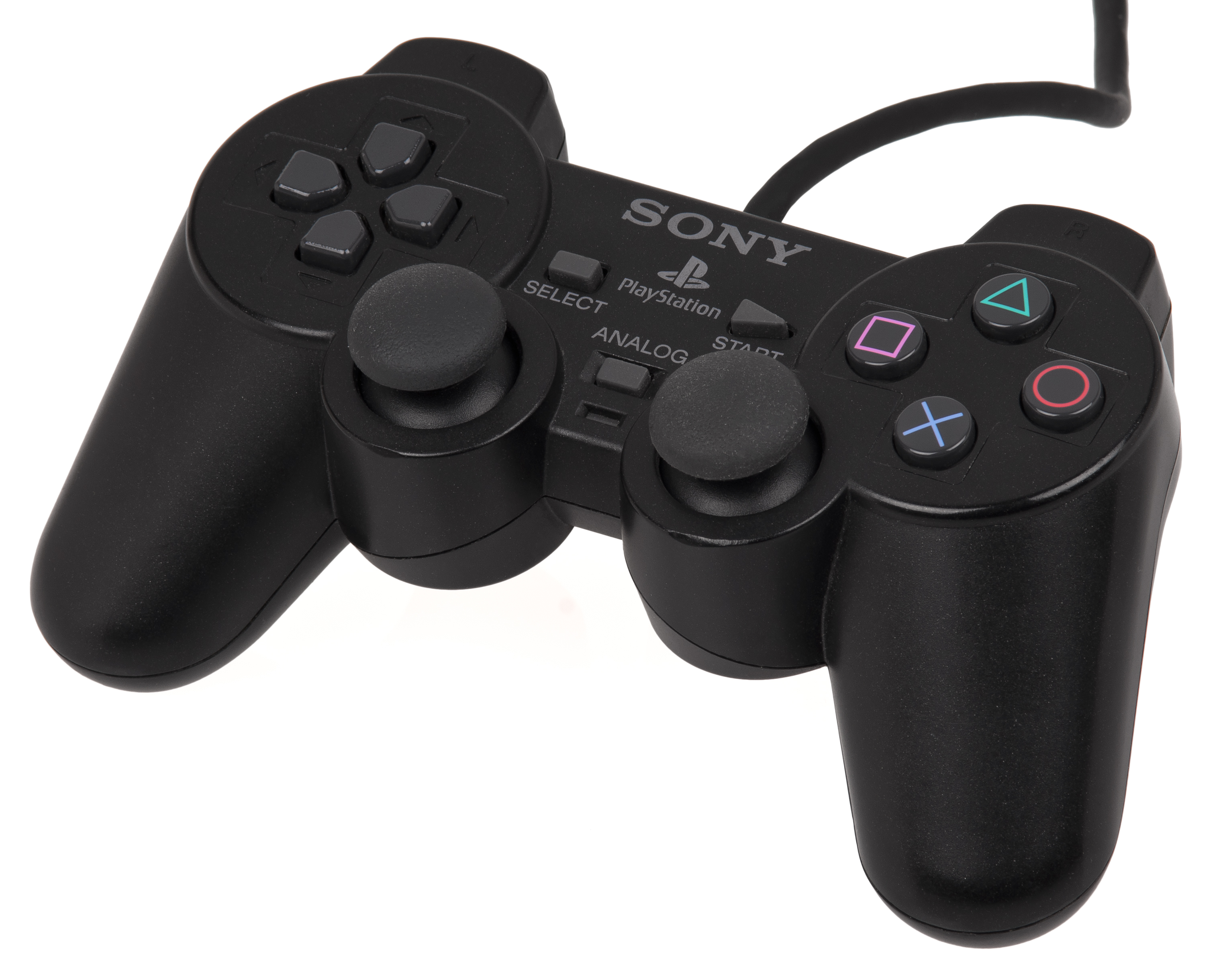
DualShock 2

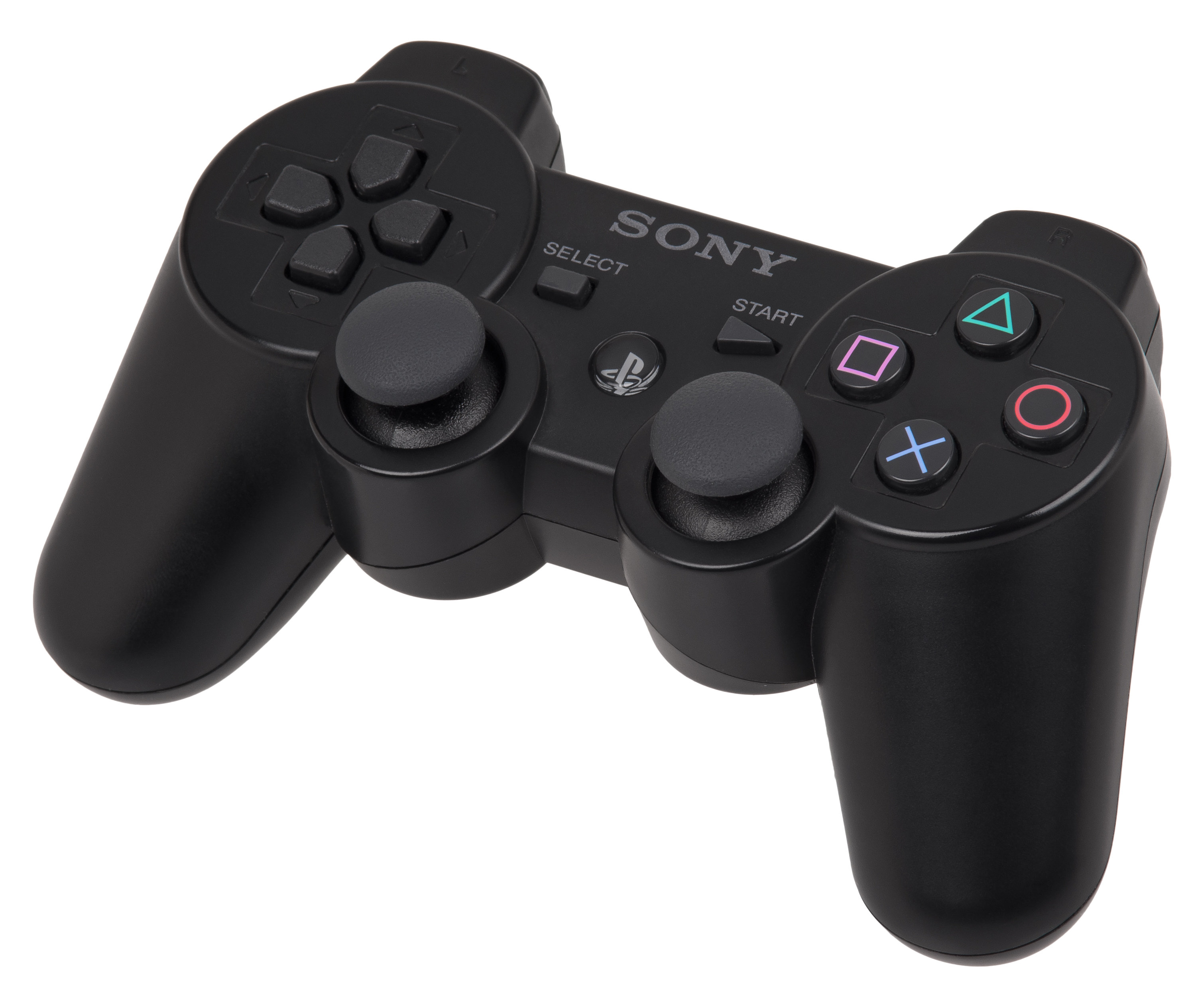
DualShock 3

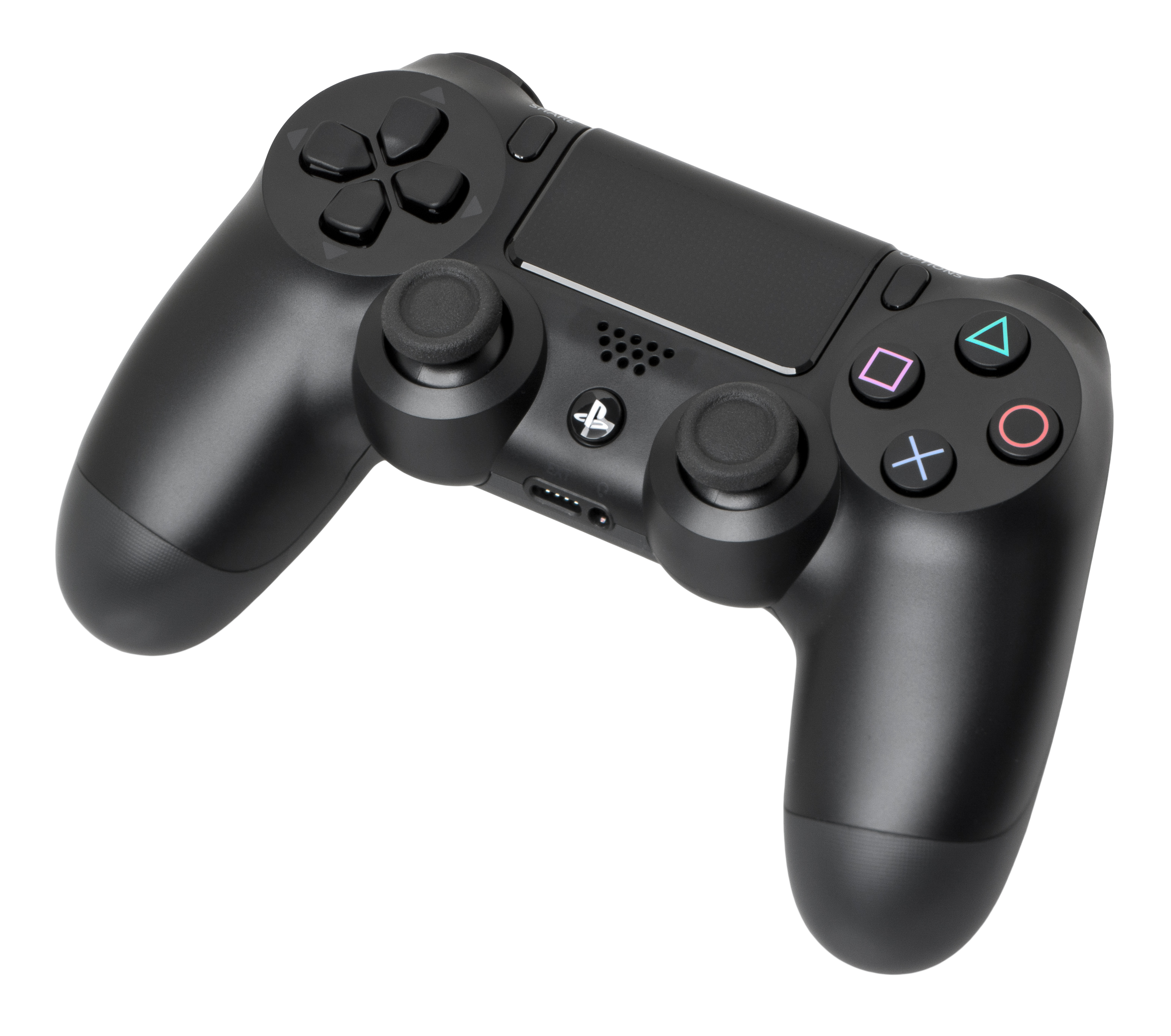
DualShock 4

DualShock is een merk van gamepads ontwikkeld door Sony Interactive Entertainment voor de PlayStation-consoles. De eerste DualShock-versie kwam in november 1997 uit voor de PlayStation en een nieuwe versie is steeds uitgekomen voor elke nieuwe consolegeneratie. 
De DualShock was initieel een accessoire voor de PlayStation. Sinds de release van de PlayStation 2 wordt een DualShock-gamepad standaard met de spelcomputer meegeleverd.

## DualShock
De DualShock controller heeft links een D-pad en aan de rechterkant vier knoppen (met de klok mee: driehoekje, rondje, kruisje en vierkantje). In het midden zijn twee analog sticks, die tevens fungeren als twee aparte knoppen (L3, R3) met het indrukken van de sticks. Boven de sticks zijn ook drie slechter bereikbare knoppen ("Analog", "Select", "Start").

## DualShock 2
De DualShock 2 kwam gelijktijdig met de PlayStation 2 in maart 2000 uit. Qua ergonomie en ontwerp is de DualShock 2 bijna identiek aan zijn voorganger. De gamepad is wel lichter en de knoppen (op "Analog", "Select", "Start", "L3" en "R3" na) geven allemaal een analoog signaal door, waardoor de hoeveelheid druk die er op wordt gezet kan worden gemeten. 

## DualShock 3
De gamepad dat in 2006 gelijktijdig met de PlayStation 3 uitkwam was de Sixaxis. Deze gamepad is grotendeels identiek aan de DualShock 2. In november 2007 bracht Sony de controller uit in Japan; medio 2008 kwam hij ook uit in Europa. Een verschil met de DualShock 2 is dat de DualShock 3 draadloos te gebruiken is. Ook is op de DualShock 3 de Analog-knop vervangen door een PlayStation-knop, dat de XrossMediaBar opent. Verschillend met de Sixaxis-controller is de toevoeging van een trilelement.

## DualShock 4
Een van de grootste toevoeging van de DualShock 4 is een touchpad boven de analog sticks. De sticks zelf hebben in de DualShock 4 een concaaf einde, waardoor vingers er minder snel afglijden. Eenzelfde techniek is toegepast bij de L2 en R2-knoppen. De Start en Select-knoppen uit de vorige iteraties zijn gecombineerd in één Options-knop; een nieuwe Share-knop is toegevoegd die gebruikt kan worden om opnames van spellen te delen.

## DualSense
De PlayStation 5-controller DualSense werd onthuld op 7 april 2020. De naam van de controller werd gewijzigd in plaats van door te gaan in de DualShock-serie. De controller is gebaseerd op de DualShock-controllers, maar met aanpassingen die zijn beïnvloed door discussies met game-ontwerpers en spelers, waardoor een meer ergonomisch ontwerp en een batterij met een hogere levensduur mogelijk is. 
In tegenstelling tot eerdere DualShock-controllers heeft de DualSense tweekleurige kleuren (voornamelijk wit met zwarte randen) en monochrome actieknoppen. De lichtbalk is verplaatst van de bovenrand naar een van beide zijden van het touchpad, en terwijl de controller de meeste van dezelfde knoppen als de DualShock 4 behoudt, hernoemt hij de knop "Share" naar "Create" met extra middelen voor spelers om te delen en content maken met anderen.
De DualSense heeft sterke haptische feedback via stemspoelactuators, die bedoeld zijn om betere in-game feedback te geven, samen met een verbeterde controllerluidspreker. De luidspreker wordt aangevuld met een nieuwe ingebouwde microfoonarray waarmee spelers met anderen kunnen praten met alleen de controller. De controller heeft adaptieve triggers die de weerstand voor de speler indien nodig kunnen veranderen, wat een ervaring ondersteunt zoals het virtueel tekenen van een pijl uit een boog. Connectiviteit omvat USB-C, dat de microUSB-poort op de DualShock 4 vervangt, en een 3,5 mm audio-aansluiting.
De controller bevat een vierpolige 3.5mm-klink die gebruikt kan worden voor headsets; daarnaast bevat de controller een monoluidspreker. De USB mini A is vervangen door een USB-C connector voor het verbinden en opladen van de controller. 